# Omri Sarig
Omri Sarig est un mathématicien israélien né en 1973. Il travaille notamment sur la théorie ergodique et sur les systèmes dynamiques.

## Carrière
Il obtient son doctorat en 2001 à l'université de Tel Aviv, sous la direction de Jonathan Aaronson, avec une thèse intitulée Thermodynamic Formalism for Countable Markov Shifts.
Il occupe la chaire "Theodore R. and Edlyn Racoosin" à la faculté de mathématiques et d'informatique de l'Institut Weizmann.

## Prix et distinctions
En 2013 il est lauréat du prix Erdős décerné par l'Union mathématique israélienne.
La même année il reçoit le prix Brin pour ses travaux sur la thermodynamique des modèles de Markov dénombrables,,.
En 2010, il est orateur invité au congrès international des mathématiciens à Hyderabad.